# Trofeo Laigueglia 1975
Il Trofeo Laigueglia 1975, dodicesima edizione della corsa, si svolse il 20 febbraio 1975, su un percorso di 173 km. La vittoria fu appannaggio dell'italiano Gianbattista Baronchelli, che completò il percorso in 4h26'00", il quale precedette di un minuto il belga Christian Debuysschere, e con un 1'37 su Roger De Vlaeminck.
I corridori che presero il via da Laigueglia furono 107, mentre coloro che portarono a termine il percorso sul medesimo traguardo furono 70.

## Ordine d'arrivo (Top 10)
| Pos. | Corridore                | Squadra            | Tempo    |
| ---- | ------------------------ | ------------------ | -------- |
| 1    | Gianbattista Baronchelli | Scic               | 4h26'00" |
| 2    | Christian Debuysschere   | Molteni            | a 58"    |
| 3    | Roger De Vlaeminck       | Brooklyn           | a 1'37"  |
| 4    | Franco Bitossi           | Scic               | s.t.     |
| 5    | Aldo Parecchini          | Brooklyn           | s.t.     |
| 6    | Roland Salm              | Zonca-Santini      | s.t.     |
| 7    | Tony Houbrechts          | Bianchi-Campagnolo | s.t.     |
| 8    | Italo Zilioli            | Magniflex          | s.t.     |
| 9    | Giuseppe Perletto        | Magniflex          | s.t.     |
| 10   | Willy De Geest           | Brooklyn           | s.t.     |